# Gør mig en Tjeneste
Gør mig en Tjeneste er en amerikansk stumfilm fra 1921 af Hal Roach.

## Medvirkende
- Harold Lloyd
- Mildred Davis
- Noah Young
- Jackie Morgan
- Jackie Edwards
- Irene De Voss